# 工藤敬一
工藤 敬一（くどう けいいち、1934年3月 - ）は、日本史学者、熊本大学名誉教授。

## 経歴
熊本県鹿本郡来民町（現・山鹿市鹿本町）生まれ。1956年京都大学文学部史学科卒業。61年同大学院文学研究科博士課程単位取得退学。68年「九州荘園の構造と特質」で文学博士。62年熊本大学講師、助教授、教授、99年定年退官、名誉教授、九州産業大学国際文化学部教授。2004年退職。

## 著書
- 『九州庄園の研究』塙書房 1969、オンデマンド版2011
- 『荘園の人々』教育社歴史新書 1978／ちくま学芸文庫 2022
- 『北条時宗 執権政治と蒙古襲来』日本を創った人びと 平凡社 1978
  - 改訂版『北条時宗とその時代』平凡社 2000
- 『荘園公領制の成立と内乱』思文閣出版 1992
- 『中世古文書を読み解く 南北朝内乱と九州』吉川弘文館 2000
- 『荘園制社会の基本構造』校倉書房 2002 歴史科学叢書

## 共編著
- 『熊本 人とその時代』編著 三章文庫 1993 熊本市民大学セミナー
- 『図説 熊本県の歴史』平野敏也と責任編集 図説日本の歴史 河出書房新社 1997
- 『東アジアの文化構造』金原理・森正人共編、九州大学出版会 1997 熊本大学「地域」研究
- 『熊本県の歴史 県史43』松本寿三郎・板楠和子・猪飼隆明共編著、山川出版社 1999、新版2012
- 『中世熊本の地域権力と社会』編著 高志書院 2015

## 参考
- 荘園制社会の基本構造 - 紀伊國屋書店BookWeb
- 工藤敬一教授略年譜並びに業績目録 (工藤敬一教授退官記念号)文学部論叢 (65), 171-176, 1999-03